# Арто IV де Форе

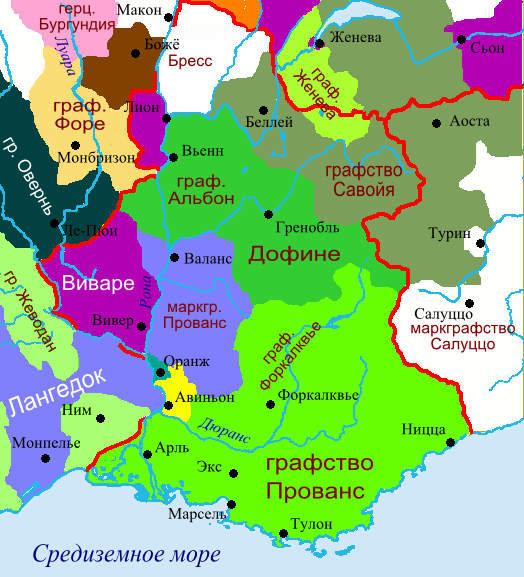
Графства Форе и Лион на карте Бургундии

Арто IV (фр. Artaud IV de Forez; ум. 1078/1079) — граф Лиона и Форе (не ранее чем с 1046 и не позднее чем с 1058).
Родился в 1025/1029. Сын Жеро I и его жены Аделаиды.
Враждовал с архиепископом Лиона Гумбертом, за что был отлучен от церкви папой Григорием VII в 1076 г. на Вормсском соборе. Покаялся, после чего лишился последних остатков власти в городе Лион. После смерти Гумберта уступил половину своих прав пеажа (платы за прохождение территории) в графстве Лион аббатству Клюни.
В 1077 году сделал сына Гильома своим соправителем.
Умер между 14 мая 1078 и 6 декабря 1079 г.
С не ранее 1045 и не позднее 1056 г. Арто IV был женат на Раймонде, происхождение которой не выяснено (возможно — из рода графов Гина). Известны двое их детей:
- Гильом, погиб в 1097 под Никеей во время Первого крестового похода
- Ита-Раймонда, жена сначала Рено II Неверского, потом (после развода) — Гига-Раймона д’Альбона. Их сын Ги в 1115 году унаследовал графства Форе и Лион.